# ريوغا إيشيو
ريوغا إيشيو (باليابانية: 石尾 崚雅) (مواليد 18 مايو 2000) هو لاعب كرة قدم ياباني.

## وصلات خارجية
- ريوغا إيشيو على موقع رابطة كرة القدم اليابانية للمحترفين (اليابانية)
- ريوغا إيشيو على موقع قاعدة بيانات كرة القدم.إي يو (الإنجليزية)
- ريوغا إيشيو على موقع Soccerway.com (الإنجليزية)
- ريوغا إيشيو على موقع عالم كرة القدم.نت (الإنجليزية)